# Hina Chasma
L'Hina Chasma è una struttura geologica della superficie di Venere.